# Centre hospitalier de Lens
Le Centre Hospitalier de Lens, dit "Dr Ernest Schaffner" est un établissement de soin situé au cœur de l'agglomération Lens-Liévin.
Il a été certifié par la Haute Autorité de Santé pour 4 ans en 2022 (Certification V2020). C’est l’hôpital le plus important du Pas-de-Calais en termes d’activité et d'effectifs. Il propose, à quelques exceptions près, l’ensemble des spécialités médicales, chirurgicales et obstétricales. 
Il s’appuie sur un plateau technique conséquent et complet (imagerie, labo, blocs opératoires, consultations, ...), une maternité de niveau 3, et certaines activités généralement limitées aux CHU. Il dispose d’un service d’urgences à très forte activité et reconnu comme centre de recours sur le territoire dans plusieurs domaines. 
Il est l'établissement support du Groupement Hospitalier appelé "Hôpitaux Publics de l'Artois" qui comprend également le Centre Hospitalier de Béthune Beuvry, le Centre Hospitalier d'Hénin-Beaumont et le Centre Hospitalier de La Bassée.
Le 28 avril 1926 était posée la première pierre de l'hôpital. La construction s'acheva en 1934 : la Cité Hospitalière de Lens était créée. Sa capacité d'accueil était de 633 lits. Il n'a cessé de s'agrandir et de s'adapter depuis.
Un Nouvel Hôpital est en cours de construction pour une ouverture prévue en 2027. Du fait des nouvelles organisations territoriales prévues par la Loi et mises en œuvre sous l'égide de l'ARS des Hauts de France, ce nouvel hôpital est pensé comme un outil territorial au sein des Hôpitaux Publics de l'Artois. Ceci implique des équilibres avec les autres établissements du GHT.

## Activité
La majorité des activités médicales est représentée,, que ce soit en programmé (à la suite des consultations) ou en urgences. L'accent est mis sur la réduction du temps passé à l'hôpital pour les patients, avec l'hospitalisation de jour (dont la chirurgie ambulatoire) ou le PRADO pour les suites de couche (en lien avec l'assurance maladie).
Le Centre Hospitalier de Lens propose une maternité de niveau 3 qui permet un éventail complet de prise en charge, de la démarche naturelle (salle nature et consultations adaptées) à la prise en charge complexe voire à risque.
Plusieurs sites détachés dépendent du CHL, comme un EHPAD (Centre Montgré), des unités de santé mentale (psychiatrie adulte et pédopsychiatrie) et d'addictologie.
Seuls la neurochirurgie et les grands brûlés ne sont pas suivis à l’hôpital de Lens.
Le plateau technique de l’hôpital répond à toutes les demandes d’examens grâce à son matériel renouvelé régulièrement :
3 appareils d’IRM, 2 scanners, 3 salles d’angiographie, 1 bloc central, 1 pôle des laboratoires rassemblant les spécialités existantes (Biochimie, Bactériologie, Hématologie), 1 service de stérilisation, 1 service d’Anatomie et Cytologie Pathologiques, etc.

## Chiffres
Le Centre Hospitalier de Lens s'étend sur plus de 12 hectares, soit près de 100 000 m2 entièrement dédiés aux soins. Il comporte 2,9 km de galeries.
3230 personnes environ y travaillent, dont 2800 personnels paramédicaux, administratifs et techniques et 400 médecins. 74 % sont des femmes, 26 % des hommes.
Il propose :
- 874 lits et places (dont 590 en Médecine / Chirurgie / Obstétrique)
- 16 postes d'hémodialyse

En 2016, le Centre Hospitalier de Lens a été classé (Source : Le Point - Palmarès national des hôpitaux publics 2019) :
- 13e établissement en France pour la chirurgie de la rétine
- 18e établissement en France pour la chirurgie de la cataracte
- 19e établissement en France pour la prise en charge de l'infarctus du myocarde
- 24e établissement en France pour les stimulateurs cardiaques
- 40e établissement en France pour la pédiatrie
- 49e établissement en France pour la prise en charge du Diabète.

Le Centre Hospitalier de Lens a obtenu un score A agrégé de 89,15 sur 100 pour la lutte contre les infections nosocomiales.

## Pôles inter-établissements
Le Centre Hospitalier de Lens faisant partie du Groupement Hospitalier de Territoire de l'Artois, son organisation est désormais territoriale. Les pôles sont donc des pôles inter-établissements.

### Addictologie
- Addictologie
- CSAPA
- Équipe Hospitalière de Liaison en Addictologie
- CeGGID
- CAARUD « Atypik »

### Biologie médicale & Hygiène hospitalière
- Hygiène hospitalière
- Laboratoires

### Cancérologie et Médico-Chirurgical
- Anatomopathologie
- Blocs opératoires CHBB
- Chirurgie gynécologique
- Chirurgie de l’Obésité
- Chirurgie thoracique
- Chirurgie viscérale
- Gastro-entérologie
- Hématologie
- Oncologie médicale
- Pneumologie
- Soins palliatifs

### Chirurgie
- Blocs Opératoires CHL
- Chirurgie endocrinienne
- Chirurgie orthopédique-traumatologique
- Chirurgie vasculaire
- ORL, Stomatologie et odontologie
- Ophtalmologie
- Urologie

### Femme-Mère-Enfant
- Chirurgie pédiatrique
- Gynécologie-obstétrique
- Orthogénie
- Pédiatrie
- Procréation Médicalement Assistée
- Réanimation et médecine néonatale
- Urgences gynécologiques et obstétriques
- Urgences pédiatriques

### Imagerie médicale et Médecine nucléaire
- Imagerie médicale
- Médecine nucléaire

### MIME (Maladies Inflammatoires Métaboliques et Éducation thérapeutique)
- Dermatologie
- Éducation thérapeutique du patient
- Endocrinologie et diabétologie
- Infectiologie
- Médecine interne
- Néphrologie - Dialyse
- Nutrition et Obésité
- Réhabilitation
- Rhumatologie

### Neuro-Cardio-Vasculaire
- Angiologie
- Cardiologie
- Neurologie

### Pharmacie et Stérilisation
- Pharmacie
- Stérilisation

### Psychiatrie
Coordination des pôles de psychiatrie et santé mentale des CH de Lens et d’Hénin-Beaumont
- Psychiatrie adulte
- Psychiatrie infanto-juvénile

### Rééducation et Gériatrie
- Consultations
- Court séjour gériatrique
- EHPAD et USLD
- Équipe mobile de gériatrie
- Hôpital de jour
- Médecine du Sport
- SSR
- Unité post urgences gériatriques
- Rééducation fonctionnelle

### Soins critiques
- Anesthésie
- Douleur
- Prélèvements Multi Organes
- Réanimation
- Recherche clinique

### URMED
- Médecine légale
- Médecine pénitentiaire
- Médecine polyvalente
- Médecine post-urgences
- SMUR
- Urgences